# ملكة جمال العالم 2002
ملكة جمال العالم 2002 هي نسخة المسابقة الثانية والخمسين في تاريخ مسابقة ملكة جمال العالم منذ انطلاقتها عام 1951، عقدت مسابقة في 7 ديسمبر 2002 في قصر ألكسندرا في لندن ، المملكة المتحدة. كان من المفترض في البداية أن يتم تنظيمه في أبوجا ، ولكن بسبب أعمال الشغب الدينية في مدينة كادونا القريبة («أعمال الشغب ملكة جمال العالم») تم نقل المسابقة إلى لندن.
تم في البداية دعوة ما مجموعه 110 متسابقين من جميع أنحاء العالم للتنافس على التاج ، لكن العديد من المتسابقين قاطعوا المسابقة وغيرها من المتسربين احتجاجًا على حكم الإعدام بالرجم الذي حددته محكمة شرعية إسلامية لأمينا لوال ، وهي امرأة نيجيرية المتهمين بالزنا ، مما يجعل 88 فتاة تتنافس على التاج. كانت هذه هي المرة الأولى التي تساعد فيها مشاركة الجمهور من خلال الرسائل النصية مع عشرات من الحكام في تحديد النتائج لأفضل 20. فازت أزرا أكين من تركيا بالمسابقة ، لتصبح أول ممثلة من بلادها تتوج ملكة جمال العالم. وقد توجها أجباني داريجو من نيجيريا. صرح منظمو المعرض أن الحدث كان له جمهور عالمي لأكثر من ملياري شخص ، وأنه تم بثه في 137 دولة. كانت المرة الأولى منذ 51 عامًا التي لم تظهر فيها في المملكة المتحدة ؛ لم توافق أي قناة بريطانية على بث الحدث.

## النتائج

### المراكز النهائية
| النتائج النهائية      | المتنافسة |
| --------------------- | --- |
| ملكة جمال العالم 2002 | - تركيا - أزرا أكين |
| الوصيفة الأولى        | - كولومبيا - ناتاليا بيرالتا |
| الوصيفة الثانية       | - بيرو - مارينا مورا |
| أفضل 5                | - الصين - وو يينغ نا - النرويج - كاثرين سورلاند |
| أفضل 10               | - أستراليا - نيكول ريتا غزال - نيجيريا - تشينيني أوتشوبا - الفلبين - كاثرين آن مانالو - الولايات المتحدة - ربيكا شانتاي ريفيلز - فنزويلا - غويزر آزيا |
| أفضل 20               | - أروبا - راشيل أودوبير - البوسنة والهرسك - دانييلا فينز - كوراساو - آيانيت ماري آن ستاتيا - هولندا - إليز بولوني - الهند - شروتي شارما - إيطاليا - سوزان زوبر - بورتوريكو - كاساندرا بولو بيريوس - روسيا - آنا تاتارينسيفا - فيتنام - فام ثي ماي فونج - يوغوسلافيا - أنا سارجيتش |

### ملكات القارات للجمال
| المجموعة القارية | المتنافسة                    |
| ---------------- | ---------------------------- |
| أفريقيا          | - نيجيريا - تشينيني أوتشوبا  |
| الأمريكتين       | - كولومبيا - ناتاليا بيرالتا |
| آسيا وأوقيانوسيا | - الفلبين - كاثرين آن مانالو |
| الكاريبي         | - أروبا - راشيل أودوبير      |
| أوروبا           | - تركيا - عذراء أكين         |

## المتسابقات
- ألبانيا - انيزا مايا
- الجزائر - لمياء السعودي
- أنغولا - روزا موجينجا موكسيتو
- أنتيغوا وباربودا - آن ماري براون
- الأرجنتين - تمارا هنريكسن
- أروبا - راشيل أودوبر
- أستراليا - نيكول ريتا غزال
- باهاماس - تي شورا أمبروز
- باربادوس - ناتالي ويب هويل
- بلجيكا - سيلفي دوكلو
- بليز - كارين أنيتا راسل
- بوليفيا - أليخاندرا مونتيرو شافيز
- البوسنة والهرسك - دانييلا فينس
- بوتسوانا - لوماسواتي دلاميني
- البرازيل - تايسا تومسن سيفيرينا
- بلغاريا - ديسلافا أنطونيا غوليفا
- كندا - لينسي بينيت
- تشيلي - دانييلا صوفيا كازانوفا مولر
- الصين - وو ينغ نا
- كولومبيا - ناتاليا بيرالتا كاسترو
- كوستاريكا - شيرلي ألفاريز
- كرواتيا - نينا سلاميتش
- كوراساو - أيانيت ماري آن ستاتيا
- قبرص - أنجيلا دروزيوتو
- جمهورية التشيك - كاترينا سمرزوفا
- الإكوادور - جيسيكا أنجولو
- إنجلترا - دانييل لوان
- إستونيا - تراين سومر
- فنلندا - هان هينين
- فرنسا - كارولين شاموراند
- ألمانيا - أنديرا سلميتش
- غانا - شايدة بواري
- جبل طارق - داماريس هولاندز
- اليونان - كاترينا جورجيادو
- غيانا - أوديسا فيليبس
- هولندا - إليز بولوني
- هونغ كونغ - فيكتوريا جين جولي
- الهند - شروتي شارما
- أيرلندا - ليندا دافي
- إسرائيل - كارول لوينشتاين
- إيطاليا - سوزان زوبر
- جامايكا - دانييل أوهايون
- اليابان - يوكو نابيتا
- كازاخستان - أولغا سيدورينكو
- كينيا - ماريان نيامبورا كاريوكي
- لاتفيا - بايبا سفاركا
- لبنان - بيثاني كعدي
- ليتوانيا - أوكسانا سيمينيشينا
- مقدونيا - جاسنا سباسوفسكا
- ماليزيا - مابيل نج تشين مي
- مالطا - راشيل زوريب
- موريشيوس - جويس جات
- المكسيك - بلانكا روزاليا زوماراغا كونتريراس
- ناميبيا - نديبيوا ألفونس
- نيوزيلندا - راشيل ماري هولجيتش
- نيكاراغوا - هازل كالديرون شافاريا
- نيجيريا - تشينيني أوتشوبا
- إيرلندا الشمالية - جايل ويليامسون
- النرويج - كاثرين سورلاند
- بنما - يوسلين سانشيز إسبينو
- بيرو - مارينا مورا
- الفلبين - كاثرين آن مانالو
- بولندا - مارتا ماتياسيك
- بورتوريكو - كاساندرا بولو بيريوس
- رومانيا - كليوباترا بوبيسكو
- روسيا - آنا تاتارينتسيفا
- اسكتلندا - بولا مورفي
- سنغافورة - شارون سينتاماني
- سلوفاكيا - إيفا فيريسوفا
- سلوفينيا - ناتاشا كراجينج
- جنوب أفريقيا - كلير آن صباغه
- إسبانيا - لولا الكوسر
- سوازيلاند - نوزيفو شابانغو
- السويد - صوفيا هدمارك
- تاهيتي - رافا ماياري
- تنزانيا - أنجيلا داماس متاليما
- تايلند - تيتشا لونج-بيروج
- ترينيداد وتوباغو - جانيل دينيس راجناوث
- تركيا - عذراء أكين
- أوغندا - ريهيما ني ناكويا
- أوكرانيا - إيرينا أودوفينكو
- الولايات المتحدة - ريبيكا شانتاي ريفيلز
- جزر العذراء الأمريكية - هيلي كاجان
- أوروغواي - ناتاليا فيغيراس كابيزاس
- فنزويلا - غويزر عزا
- فيتنام - فوم ثو ماي فونج
- ويلز - ميشيل بوش
- يوغوسلافيا - آنا سارغيتش
- زيمبابوي - ليندا فان بيك

## الروابط الخارجية
- موقع ملكة جمال العالم الرسمي